# Rod Davis
Rod Davis (Liverpool, 7 de noviembre de 1941) es un músico británico conocido por haber sido miembro fundador en 1956 y ejecutante del banjo, de la banda The Quarry Men, fundada y liderada por John Lennon, que fue antecesora de Los Beatles. Davis dejó The Quarry Men en 1957 y formó parte del grupo que refundó la banda brevemente entre 1992 y 1994, refundándola nuevamente en 1997, permaneciendo activa desde entonces.

## Biografía

### Infancia
Rod Davis vivió desde niño en Woolton, un suburbio de Liverpool. Allí conoció a John Lennon, Pete Shotton, Nigel Walley, Ivan Vaughan y Geoff Rhind en la Escuela Domincal de la Iglesia de St. Peter. Davis también conoció de niño en el barrio a Colin Hanton, con quien jugaba al fútbol en la calle. A comienzos de la década de 1950 ingresó al Colegio Quarry Bank, donde también iban Lennon y sus amigos, conociendo allí a Eric Griffiths y Len Garry.
Rod Davis perteneció a la primera generación británica de adolescentes con características sociales y culturales propias, marcadas por el racionamiento de alimentos entre 1939 y 1954, la extensión de la educación obligatoria hasta los quince años y la eliminación del servicio militar. Los años 1954, 1955 y 1956 fueron de gran importancia social y musical para la generación de adolescentes británicos nacidos en la guerra. En 1954 terminó el racionamiento de alimentos que les permitió disfrutar por primera vez en su vida de placeres típicamente infantiles como los helados, las golosinas y las tortas, abriendo el camino hacia un gran cambio de costumbres caracterizadas por el placer y el consumo. En 1955 estalló mundialmente el rock and roll estadounidense, con las figuras de Bill Haley primero y Elvis Presley después. En 1956 estalló con Lonnie Donegan, exclusivamente en Gran Bretaña, lo que se llamó la «locura del skiffle» (skiffle craze), un intermedio entre el folk, el jazz y el rock, pero cantado por británicos con instrumentos baratos, como la guitarra -ajena hasta ese momento a la cultura británica-, o caseros, como la tabla de lavar y el bajo de cofre de té (tea-chest bass). El skiffle fue adoptado masivamente por los adolescentes británicos, no solo como música para bailar, sino sobre todo para tocar: decenas de miles de bandas de skiffle integradas por adolescentes se crearon ese año.

### The Quarry Men

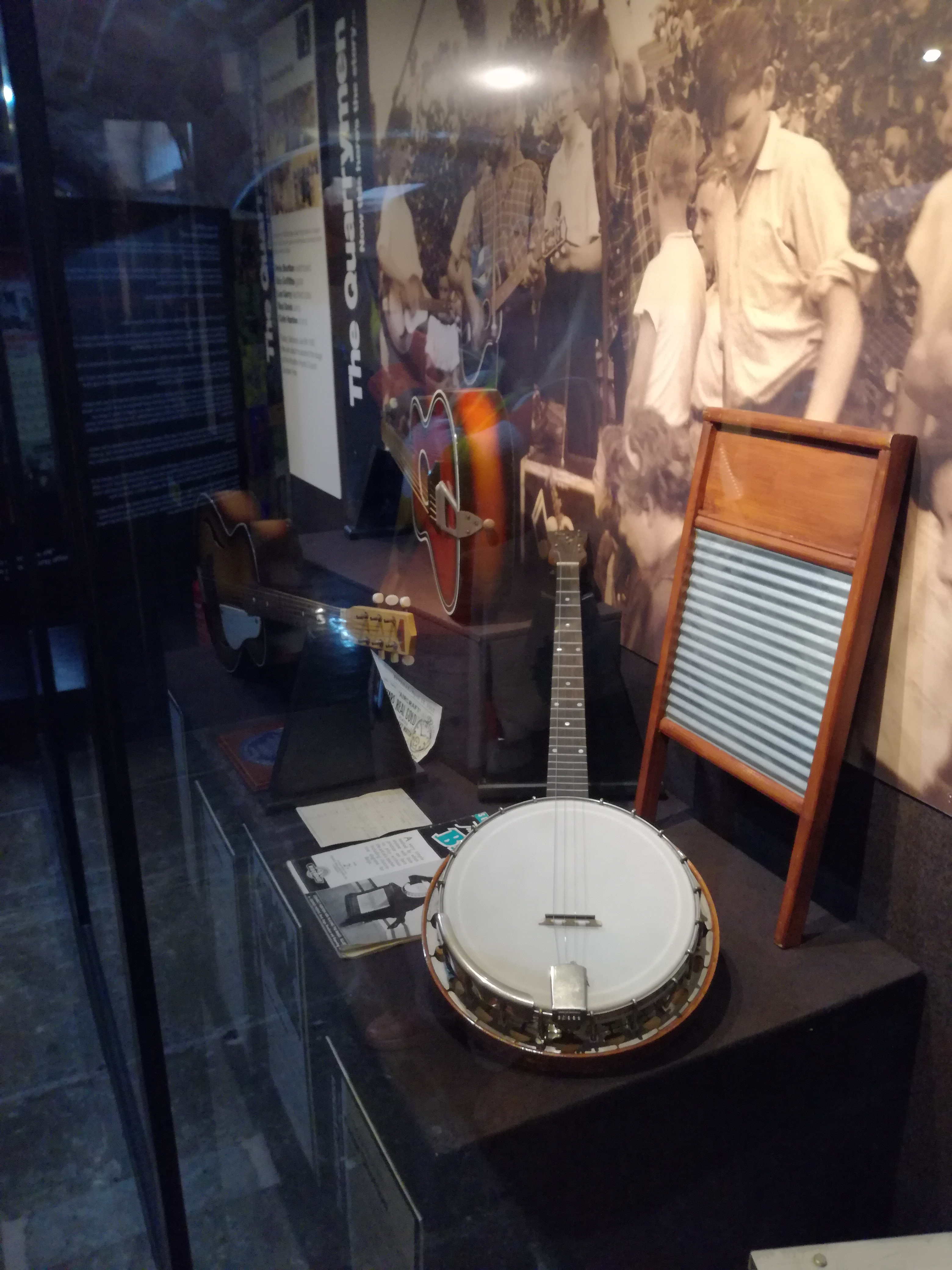
Instrumentos de The Quarry Men en el Museo de Los Beatles en Liverpool: batería, dos guitarras, banjo, tabla de lavar y bajo de cofre de té. Como fondo, difuminada en esta imagen, la histórica foto de Geoff Rhind documentando la presentación del 6 de julio de 1957.

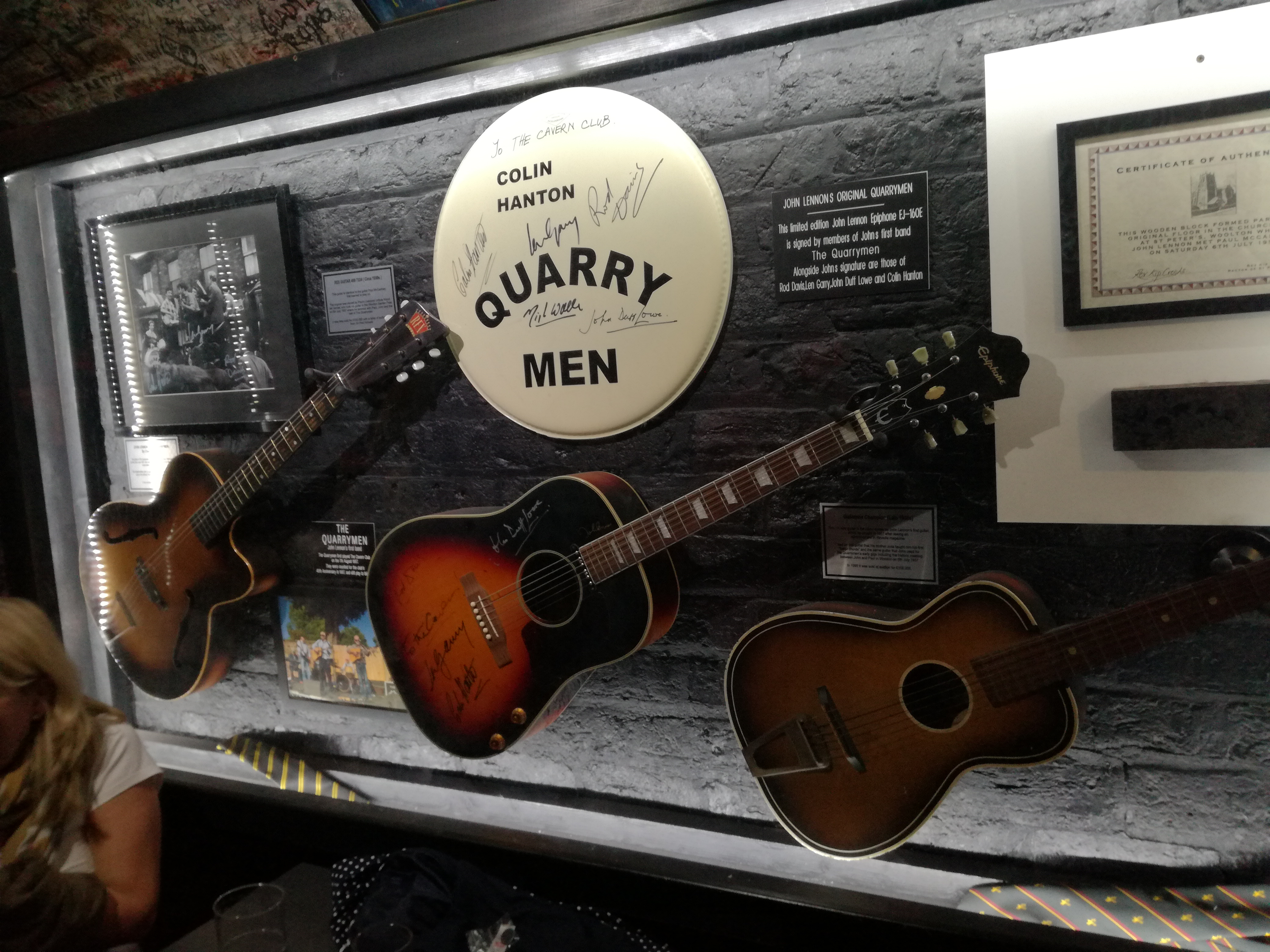
Vitrina dedicada a The Quarry Men en The Cavern Club, con instrumentos autografiados, entre ellos el de Rod Davis.

En 1956 Davis compró un banjo y poco después Eric Griffiths lo invitó a formar parte de una banda escolar de skiffle, que se estaba formando liderada por John Lennon, llamada The Quarry Men. La madre de John, Julia, sabía tocar el banjo, y utilizaba esos conocimientos para enseñarle a su hijo y a Griffiths a tocar la guitarra. John y Griffiths a su vez, le transmitieron a Rod esos conocimientos para que aprendiera a tocar el banjo.
El repertorio inicial de The Quarrymen estaba integrado por covers de las canciones de moda. En primer lugar hits de Lonnie Donegan, empezando por «Rock Island Line», tema que inició la locura del skiffle. Otros temas de Donegan en el repertorio inicial fueron «Lost John», «Railboard Bill», «Cumberland Gap», «Alabamy Bound» y «Jump Down Turn Around (Pick a Bale of Cotton)». Aquel primerísimo repertorio incluía también «Maggie Mae», una canción del folklore de Liverpool que la madre de John Lennon le enseñó a tocar, que Los Beatles incluyeron en el álbum Let It Be, lanzado en 1970. Inmediatamente después, en ese primer semestre de existencia, incorporaron temas de rock, como «Be-Bop-A-Lula» de Gene Vincent,  «Ain't That a Shame» de Fats Domino, y «Blue Suede Shoes» de Elvis Presley.

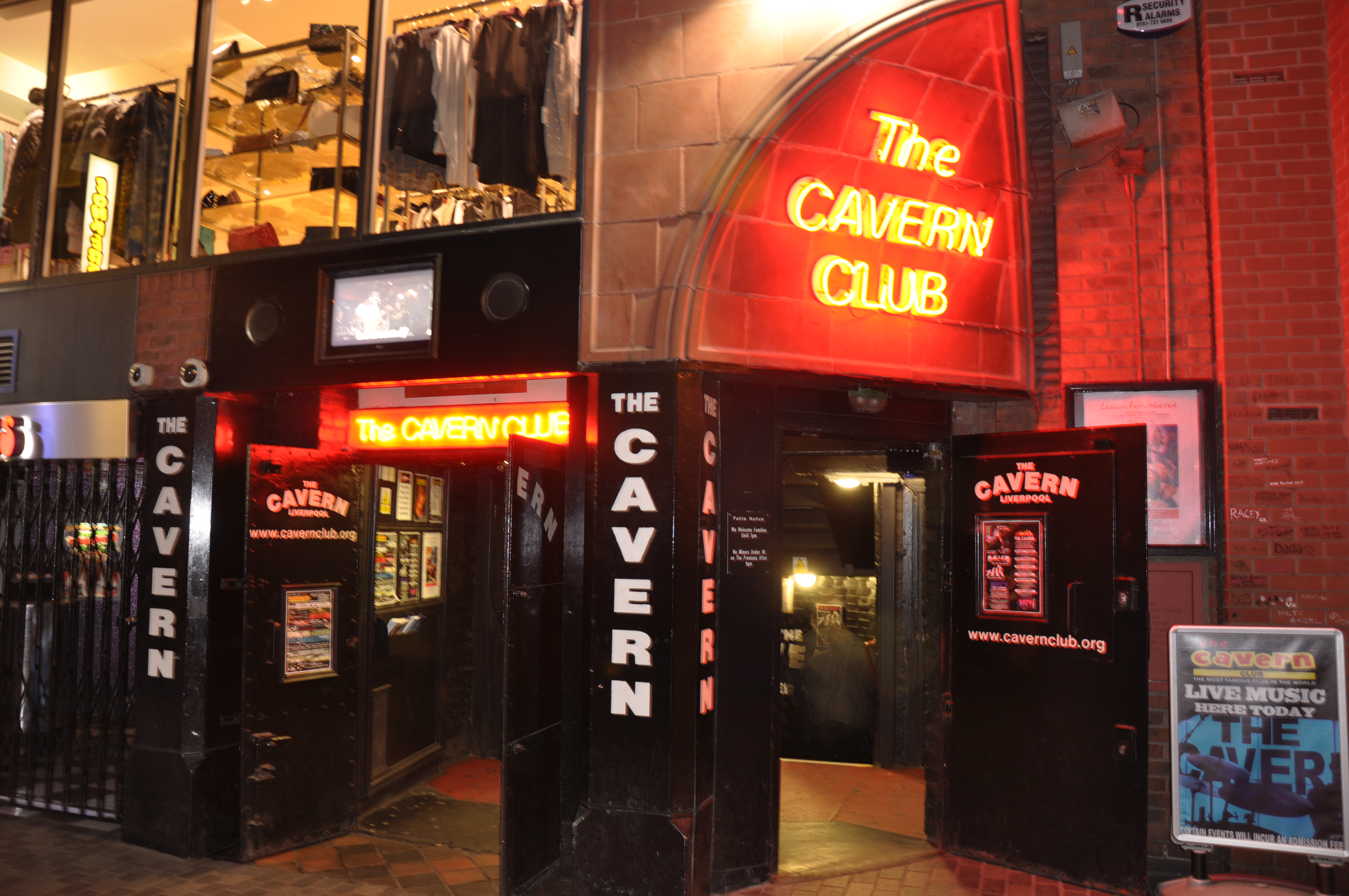
The Cavern fue uno de los lugares donde primero tocaron Los Quarry Men.

Davis integró la banda hasta mediados de 1957, actuando en las fiestas que organizaban los clubes juveniles de las iglesias, en particular la de St. Peter, el Golf Club Lee Park, y The Cavern.
En esas actuaciones se puso en evidencia una de las primeras tensiones tanto al interior como al exterior de la banda, entre el skiffle y el rock and roll. Mientras que el skiffle resultaba relativamente aceptable para el gusto de los adultos de entonces, centrado en el jazz, el rock and roll era definitivamente inaceptable. Pero ya en ese momento John Lennon evidenciaba su preferencia por el rock and roll e impulsaba a los Quarry Man en ese sentido. Colin Hanton contó la anécdota de John recibiendo un papel del público, luego de tocar algunas canciones de Elvis Presley, para descubrir que en realidad era un mensaje del dueño del club que decía:

¡Córtenla con ese rocanrol de porquería! (Cut out the bloody rock 'n' roll!)

La inclinación de la banda hacia el rock and roll, impulsada por John Lennon, sería una de las razones del alejamiento de Davis, que prefería el skiffle y el folk.
The Quarrymen con Davis también participó en competencias de bandas, en el Teatro Liverpool Pavillion. y otra en el principal teatro de la ciudad, el Empire, organizado por el conocido empresario musical británico y conductor televisivo Carroll Levis, para su programa de talentos «Búsqueda de Estrellas de TV» (TV Star Search), perdiendo el desempate final.
El 22 de junio The Quarry Man con Davis tocaron en la fiesta popular realizada en la calle Rosebery del barrio Toxteth, Liverpool 8, uno de los barrios más populares, en memoria del 750º aniversario de la primera Carta Real otorgada a la ciudad de Liverpool por el Rey Juan. En esa ocasión Los Quarry Men fueron fotografiados (tres fotos) por primera vez mientras tocan en la celebración. En dichas fotos Rod Davis aparece con camisa blanca a la derecha, tocando el banjo en segunda fila junto Len Garry (bajo de cofre de té), mientras en primera fila se ubican de izquierda a derecha, Colin Hanton (batería), Eric Griffith (guitarra), John Lennon (guitarra y canto) y Pete Shotton (tabla de lavar).

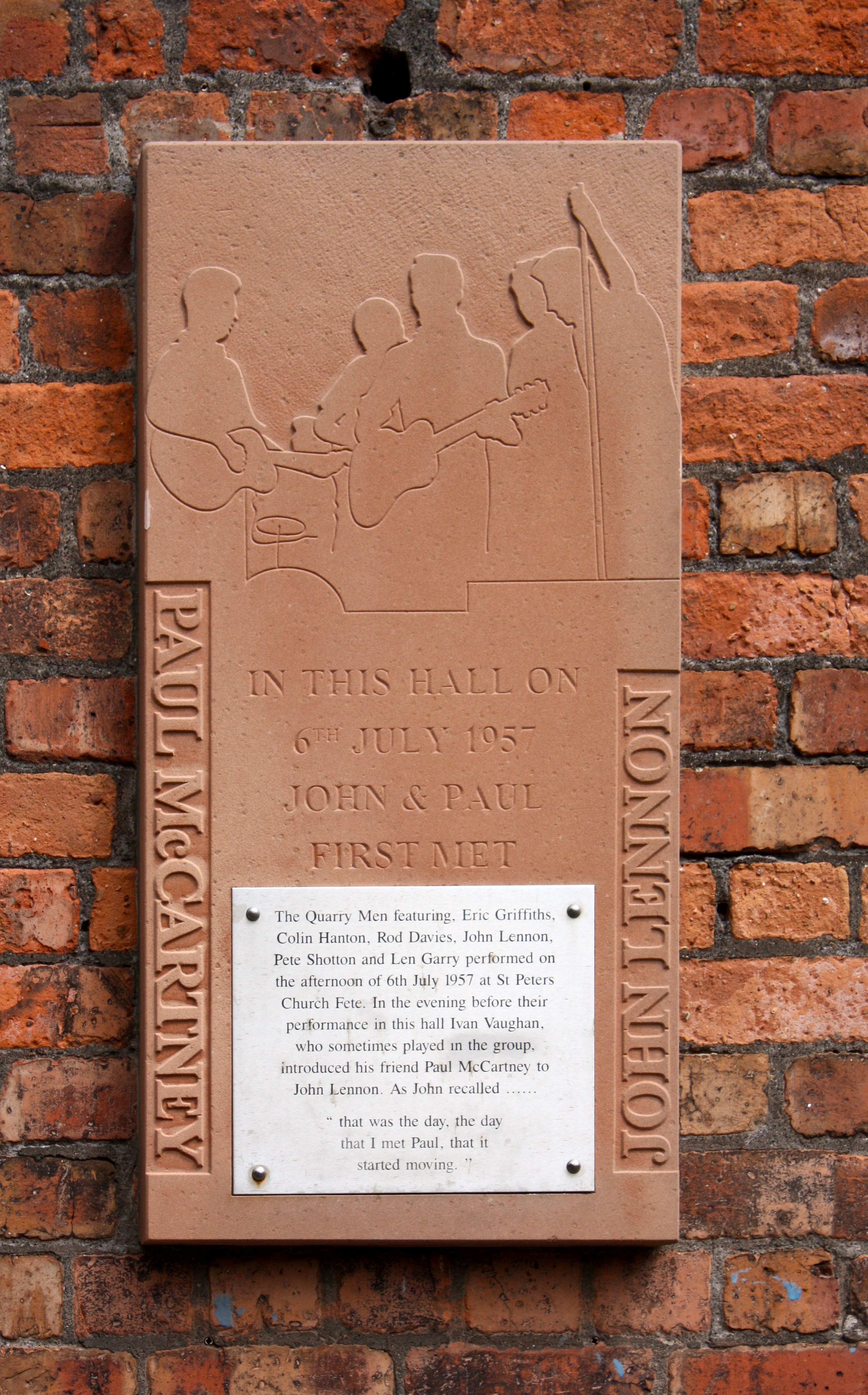
Placa en la entrada del hall de la Iglesia de San Pedro en Woolton, conmemorando el 6 de julio de 1957, día en que allí se conocieron John Lennon y Paul McCartney.

El 6 de julio de 1957, Davis tocó con Los Quarry Men, en la histórica presentación de la Iglesia de San Pedro de Woolton, durante la cual se conocieron John Lennon y Paul McCartney. La placa colocada en la pared exterior del hall, menciona la presencia de Rod Davis en aquella ocasión:

Los Querry Men integrados por Eric Griffiths, Colin Hanton, Rod Davies, John Lennon, Pete Shotton y Len Garry actuaron en la tarde del 6 de julio de 1957 en la Fiesta de la Iglesia de San Pedro. Al atardecer, antes de su actuación en este hall, Ivan Vaughan, quien a veces tocaba en el grupo, presentó a su amigo Paul McCartney a John Lennon. Como John recordara...
“ese fue el día, el día que conocí a Paul, que todo empezó a moverse.”

Cuatro fotografías documentan la actuación de The Quarry Men ese día. Dos de ellas, descubiertas en 2009, fueron tomadas por James Davis, el padre de Rod, documentando el traslado de los jóvenes y sus instrumentos en la parte de atrás de un camión; Rod Davis de camisa clara está parado recostado sobre la cabina del camión. Otras dos fotos muestran la banda tocando en la primera presentación del día, en el jardín. Una de ellas es histórica y fue tomada por Geoff Rhind con el objetivo en posición horizontal, frente al centro del escenario, muestra gran parte de la banda, con John Lennon cantando en el medio de la imagen. La otra, de autor desconocido, es muy similar pero está tomada con el objetivo en posición vertical, desde una posición ubicada a la derecha del escenario.
Luego de la histórica fiesta en la Iglesia de San Pedro, Rod dejó The Quarry Men. En parte porque la banda estaba siguiendo un rumbo hacia el rock, mientras él prefería el skiffle y el jazz; y en parte porque en ese momento se realizaron los cruciales exámenes de nivel (O-level exam), que lo habilitaron para continuar sexto año en el Quarry Bank School, para preparar su ingreso a la universidad, mientras que John Lennon, Griffiths y Shotton resultaron reprobados y debieron dejar el colegio. Luego de la ida de Davis, The Quarry Men no volverían a utilizar el banjo.

### Luego de Los Quarry Men
Luego de dejar la banda, Davis terminó el colegio e ingresó a la Universidad de Cambridge, donde se licenció en inglés y francés. Pero a diferencia de otros miembros fundadores de Los Quarry Men, Rod Davis no abandonó la música. Aprendió a tocar guitarra, se interesó en la música folk y cuando aún estaba en el colegio, formó un trío de jazz con Gerald Greenwood (piano) y Les Brough (batería).
Se asoció a la St. Lawrence Folk-Song Society y tocó con músicos folklóricos como Chris Rowley, Pete Clarke, John Morgan y Dick Quinnell. También se relacionó con recopiladores del blues original, como Pete Sayers y John Holder, que lo atrapó al punto de empezar a tocar mandolina y violín. Tocó el banjo en varias bandas de jazz, llegando a grabar un disco en el sello Decca.
En 1963 se mudó a Regensburg, Alemania, para enseñar inglés, donde siguió tocando banjo en bandas de jazz tradicional y guitarra en una banda de música de moda. De vuelta en Liverpool en 1964 ingresó a la banda Bluegrass Ramblers, tocando mandolina y violín, con Dave Gould y Bob Hughes.
En 1968 comenzó a trabajar turismo de aventura para la empresa Minitrek Expeditions, realizando viajes a Rusia, Turquía y el Desierto del Sahara. En la década de 1970 se interesó en la música para violín de las antiguas canciones estadounidenses, tocando en el pub «The Engineer» de Londres.
En la década de 1980 tocó guitarra para una banda texana-mexicana de música folk llamada The Armadillos. Poco después volvió a formarse el grupo Bluegrass Ramblers, compartiendo con Bob Winquist, Rick Townend, Alan Ward y su hermana Rosie, con considerable éxito. En la misma época se dedicó también al windsurf, compitiendo en torneos regionales y nacionales.

### Refundación de The Quarrymen

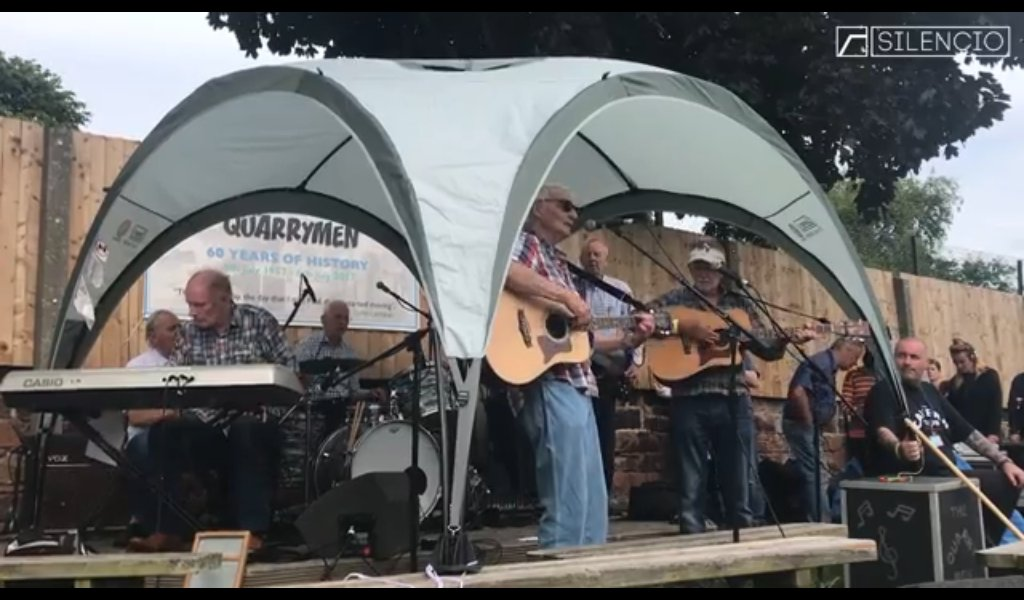
The Quarrymen actuando en St. Peters Church, Woolton, Liverpool, en el 60.º aniversario del encuentro entre John Lennon y Paul McCartney, en el mismo lugar en que habían tocado en 1957.

Entre 1992 y 1994, Davis refundó brevemente Los Quarrymen como dúo con John Duff Lowe (piano), realizando varios recitales que incluyeron a Cynthia Lennon, Denny Laine y The Merseybeats, y un álbum titulado Open for Engagements. En 1994 publicó con Doug Turner un libro sobre punteo de guitarra.
El 16 de enero de 1997 The Cavern, que había sido reabierta en 1984, celebró su 40.º aniversario con una gran fiesta conmemorativa. En esa ocasión se inauguró la estatua de John Lennon en Mathew Street y la pared de ladrillos con el nombre inscripto de cada uno de los 1.801 artistas que habían actuado en su escenario hasta ese momento. Entre los principales invitados se encontraban los miembros originales de los Quarry Men. La mayoría de ellos no habían vuelto a tocar sus instrumentos y varios de ellos no se habían vuelto a ver desde la década de 1950. A pesar de ello, en esa ocasión improvisaron una breve actuación, ayudados por otros músicos.
El reencuentro en The Cavern los impulsó a reunir a miembros históricos de la banda, para realizar un concierto conmemorativo del 40.º aniversario de la presentación de Los Quarry Men el 6 de julio de 1957, en la Iglesia de San Pedro de Woolton, día en que se encontraron John y Paul. El recital contó con la adhesión de Paul McCartney, Yoko Ono Lennon, George Martin, Cynthia Lennon, la reina y el primer ministro Tony Blair. La formación de la banda ese día fue:
- Len Garry (guitarra y primera voz)
- Rod Davis (guitarra y voz)
- Colin Hanton (batería)
- Pete Shotton (bajo de cofre de té y tabla de lavar)
- Eric Griffiths (guitarra)

Un video casero, difundido por el sitio Beatlesatstpeters, registró el recital.
La nueva reunión de Los Quarrymen fue recibida con mucho interés por la prensa, los fanes de Los Beatles y gente de todo el mundo en general, impulsando a la banda a mantenerse unida. A la fecha (2018), The Quarrymen ha permanecido activa durante 21 años, dando recitales en diversas partes del mundo. Desde entonces han lanzado también tres álbumes en CD, Get Back Together (1997), Songs we remember (2004) y Grey Album (2012). 
En 2005 falleció Eric Griffiths y en 2017 falleció Pete Shotton. La formación de la banda en 2018 era:
- Len Garry (guitarra y primera voz)
- Rod Davis (guitarra y voz)
- Colin Hanton (batería)
- John Duff Lowe (piano)
- Chas Newby (bajo)